# Juvignac
Juvignac település Franciaországban, Hérault megyében. Lakosainak száma 13 776 fő (2022. január 1.). Juvignac Grabels, Lavérune, Montpellier, Saint-Georges-d’Orques és Saint-Jean-de-Védas községekkel határos.

## Népesség
A település népességének változása:
| Lakosok száma | 398  | 3488 | 4221 | 6258 | 8062 | 10 629 | 11 084 | 11 344 | 12 104 | 13 776 |
|               | 1968 | 1982 | 1990 | 2006 | 2013 | 2015   | 2017   | 2019   | 2020   | 2022   |